# Dolinje Anduina
Dolinje Anduina je veliko ozemlje dolin med Meglenim gorovjem in Mrkolesjem. Poseljevali so ga Beorningi. V Anduinskem dolinju so živeli Hobiti, preden so odšli na Šajersko, nakar so ga poselili ljudje.
Dolinja Anduina ne smemo zamenjati z Dolinjem okoli Ereborja.